# Deszczno
Deszczno (in tedesco Dechsel) è un comune rurale polacco del distretto di Gorzów, nel voivodato di Lubusz.
Ricopre una superficie di 168,35 km² e nel 2004 contava 7 299 abitanti.